# 庫克縣 (伊利諾伊州)
庫克縣（英語：Cook County）是美国伊利诺伊州東北部的一個縣，縣治芝加哥，東南與印第安纳州相連（部份界線位於密歇根湖上），東與密西根州相連（全部界線位於密西根湖上）。面積4,235平方公里，其中有2,450平方千米，即57.84%为陆地。根據2020年美國人口普查，共有人口527萬5,541人，是伊利諾伊州人口最多的縣（佔全州人口40.5%），也是全美人口第二多的縣，僅次於洛杉矶县。
庫克縣的人口很多，其人口比美國中人口最少的29個州份的人口都多，並且比美國中人口最少的7個州份的人口總和都要多。庫克縣擁有逾130個城市和市鎮，而其中最大的是芝加哥。芝加哥佔了整個縣份的54%人口。地理上來說，庫克縣是伊利諾伊州面積第五大的縣份，並且與萊克縣共組成伊利諾伊州的密歇根湖海岸線。库克县的大部份土地均為城市和人口密集的地區。

## 歷史
庫克縣成立於1831年1月15日，縣名紀念伊利諾伊州第一位聯邦眾議員丹尼爾·波普·庫克。
庫克縣是於1831年1月15日獨立自普特南郡。庫克縣是是第五十四個成立的縣份。1839年，杜佩奇縣獨立自庫克縣。

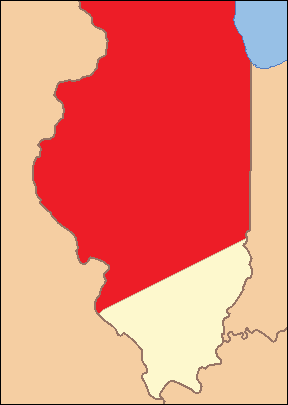
1809年麥迪遜縣原屬的聖克萊爾縣
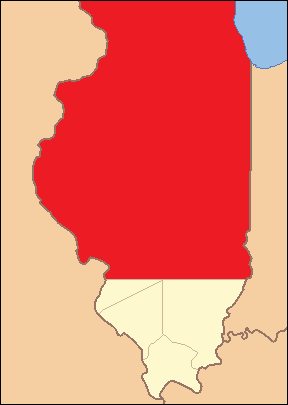
1812年派克縣原屬的麥迪遜縣
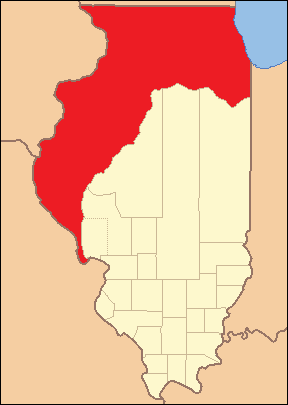
1821年富爾頓縣原屬的派克縣
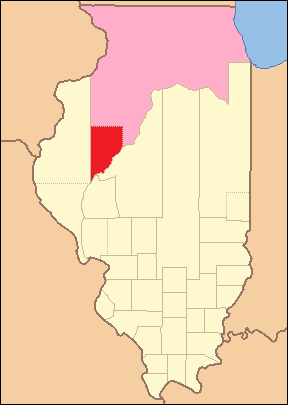
1823年普特南縣原屬的富爾頓縣
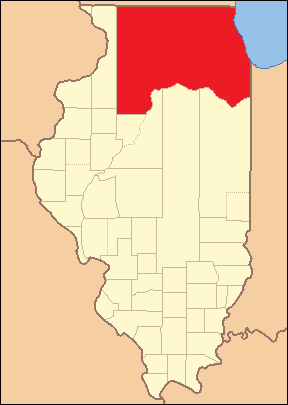
1825年庫克縣原屬的普特南縣
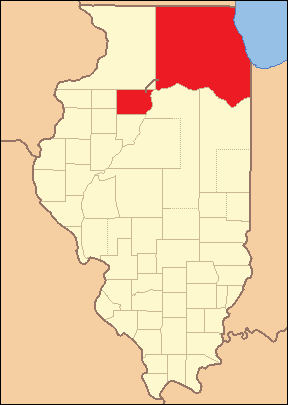
1827年的普特南縣

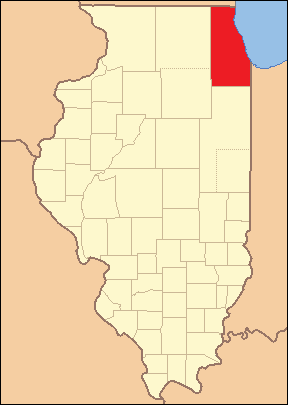
1836年成立之初的庫克縣
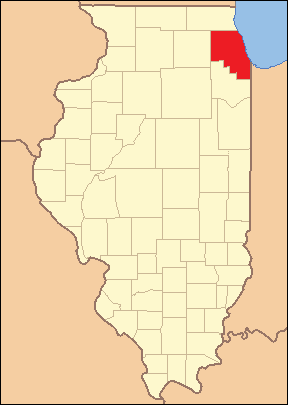
1836年至1839年的庫克縣
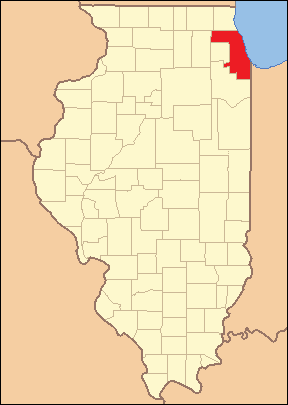
1839年起的庫克縣

## 地理

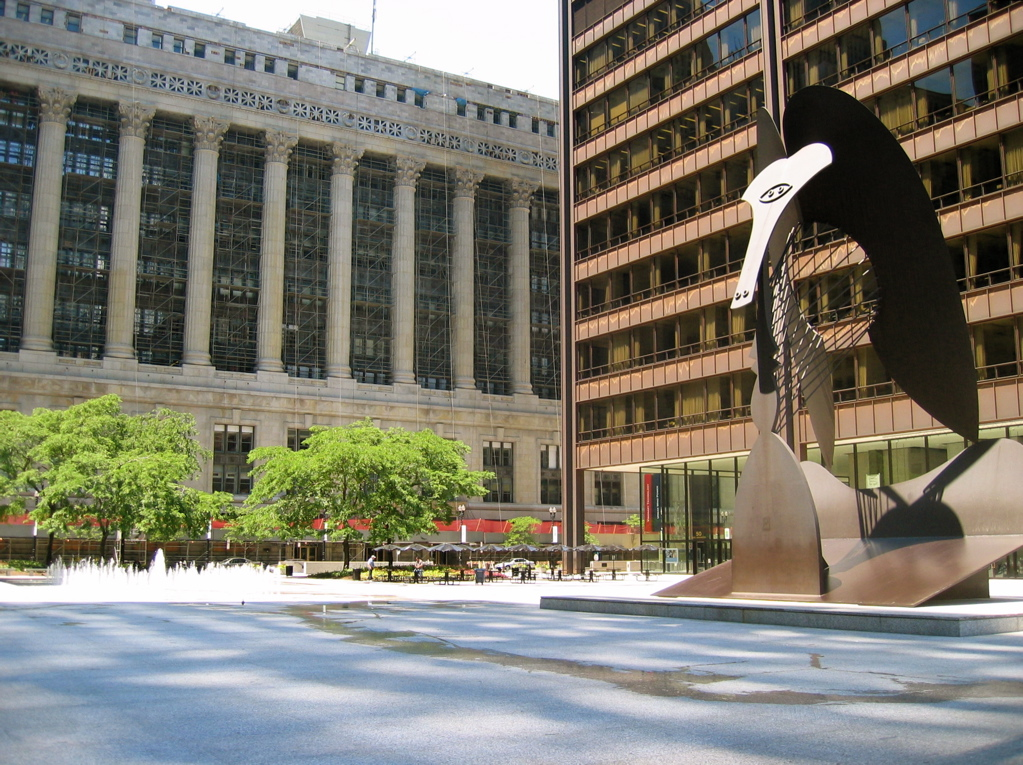
戴利广场

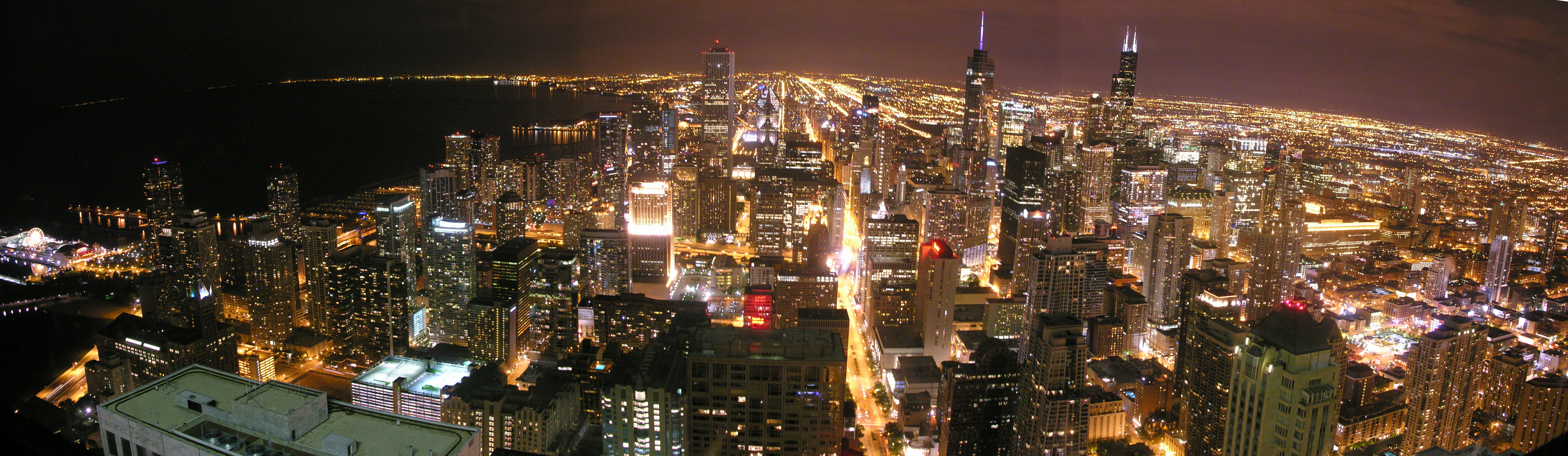
鳥瞰晚上的芝加哥

根據2000年人口普查，庫克縣總面積為1,635平方英里（4,234.6平方）。其中有946平方英里（2,450.1平方），即57.84%為陸地；689平方英里（1,784.5平方），即42.16%為水域。庫克縣的最高點為其西北角，海拔約1,000英尺。

### 毗邻县
- 伊利诺伊州 萊克縣：北方
- 印第安纳州 萊克縣：東南方
- 伊利諾伊州 威爾縣：南方
- 伊利諾伊州 杜佩奇縣：西方
- 伊利諾伊州 凱恩縣：西方
- 伊利諾伊州 麥克亨利縣：西北方
- 密西根州 貝林縣：東方（在密歇根湖對岸）

### 国家保护区
- 芝加哥波蒂奇国家历史遗址（英语：Chicago Portage National Historic Site）

## 人口
| 调查年                              | 人口      | 备注 | %±     |
| ----------------------------------- | --------- | ---- | ------ |
| 1840                                | 10,201    |      | —      |
| 1850                                | 43,385    |      | 325.3% |
| 1860                                | 144,954   |      | 234.1% |
| 1870                                | 349,966   |      | 141.4% |
| 1880                                | 607,524   |      | 73.6%  |
| 1890                                | 1,191,922 |      | 96.2%  |
| 1900                                | 1,838,735 |      | 54.3%  |
| 1910                                | 2,405,233 |      | 30.8%  |
| 1920                                | 3,053,017 |      | 26.9%  |
| 1930                                | 3,982,123 |      | 30.4%  |
| 1940                                | 4,063,342 |      | 2.0%   |
| 1950                                | 4,508,792 |      | 11.0%  |
| 1960                                | 5,129,725 |      | 13.8%  |
| 1970                                | 5,492,369 |      | 7.1%   |
| 1980                                | 5,253,655 |      | −4.3%  |
| 1990                                | 5,105,067 |      | −2.8%  |
| 2000                                | 5,376,741 |      | 5.3%   |
| 2010                                | 5,194,675 |      | −3.4%  |
| 2020                                | 5,275,541 |      | 1.6%   |
| 2023年估计                          | 5,087,072 |      | −3.6%  |
| U.S. Decennial Census 2011 estimate |           |      |        |

### 2010年普查
根據2010年人口普查，庫克縣擁有人口5,194,675。其中有55.4%為白人、24.8%非裔、0.4%原住民、6.2%亞裔（1.8%印度裔、1.2%菲裔、1.2%華裔、0.7%韓裔、0.3%越南裔、0.2%日裔、0.8%其他）、10.6%其他種族和2.5%混血兒。非西裔或拉美裔的白人佔有總人口的43.9%。另一方面，西裔或拉美裔則佔總人口24.0%。

### 2000年普查

2000年庫克縣的年龄金字塔

根據2000年人口普查，庫克縣擁有5,376,741居民、1,974,181住戶和1,269,398家庭。。其人口密度為每平方英里5,686居民（每平方公里2,195居民）。庫克縣擁有2,096,121間房屋单位，其密度為每平方英里2,216間（每平方公里856間）。庫克縣的人口是由56.27%白人、26.14%非裔、0.29%原住民、4.84%亞裔、0.05%太平洋岛民、9.88%其他種族和2.53%混血兒組成。而西裔或拉美裔佔了人口19.93%。在白人當中，有9.1%為波蘭裔、8.1%為德裔、7.9%為愛爾蘭裔以及5.7%為義大利裔。於5,376,741居民當中，有17.63%母語為西班牙语、3.13% 為波兰语。
在總人口當中，西裔或拉美裔佔了人口19.93%。其中有有17.5%為墨西哥裔、0.2%古巴裔、以及2.6%其他西班牙裔或拉丁美洲人。
在1,974,181住户中，有30.9%擁有一個或以上的兒童（18歲以下）、44.0%為夫妻、15.6%為單親家庭、而有35.7%為非家庭。其中29.4%為獨居，9.3%為同居長者。平均每戶有2.68人，而平均每個家庭則有3.38人。在5,376,741居民中，有26.0%為18歲以下、9.9%為18至24歲、31.7%為25至44歲、20.7%為45至64歲以及11.7%為65歲以上。人口的年齡中位數為34歲，每100個女性就有93.9個男性。而每100個成年女性（18歲以上）則有90.5個成年男性。
庫克縣的住戶收入中位數為$45,922，而家庭收入中位數則為$53,784。男性的收入中位數為$40,690，而女性的收入中位數則為$31,298。库克县的人均收入為$23,227。約10.6%家庭和13.5%人口在貧窮線以下。
據2005年估計，庫克縣的人口下跌至5,303,683人。
| 种族/民族                         | 2010年人口 | 2020年人口 | % 2010  | % 2020  |
| --------------------------------- | ---------- | ---------- | ------- | ------- |
| 白人(NH)                          | 2,278,358  | 2,135,243  | 43.86%  | 40.47%  |
| 非裔美国人 (NH)                   | 1,265,778  | 1,185,601  | 24.37%  | 22.47%  |
| 美洲原住民和阿拉斯加原住民 (NH)   | 6,682      | 5,655      | 0.13%   | 0.11%   |
| 亞裔(NH)                          | 318,869    | 408,691    | 6.14%   | 7.75%   |
| 太平洋岛原住民 (NH)               | 1,043      | 961        | 0.02%   | 0.02%   |
| 其他种族(NH)                      | 7,751      | 20,538     | 0.15%   | 0.39%   |
| 混血/多族裔身份 (NH)              | 71,432     | 136,074    | 1.38%   | 2.58%   |
| 西班牙裔和拉丁裔 (含任何种族身份) | 1,244,762  | 1,382,778  | 23.96%  | 26.21%  |
| 合计                              | 5,194,675  | 5,275,541  | 100.00% | 100.00% |